# Emirados Árabes Unidos nos Jogos Olímpicos de Verão de 2016
Emirados Árabes Unidos participou dos Jogos Olímpicos de Verão de 2016, que foram realizados na cidade do Rio de Janeiro, no Brasil, entre os dias 5 e 21 de agosto de 2016.
O atleta Sergiu Toma ganhou a medalha de bronze no Judô até 81kg masculino no dia 9 de agosto de 2016, com uma vitória sobre o judoca italiano Matteo Marconcini por 100 a 0 (Sumi gaeshi 2:16) na Arena Carioca 2. 